# Anke Schäferkordt
Anke Schäferkordt (Lemgo, 2 de dezembro de 1962) é uma executiva alemã. Ela foi CEO do RTL Group, cargo que ocupou até 2017. Além disso, conquistou o prêmio Emmy Internacional na categoria de Melhor Chefe Executivo em 2013.

## Biografia
Anke Schäferkordt cresceu na aldeia de Henstorf, estudou numa escola primária em Kalletal e se formou em 1982 na Marianne-Weber-Gymnasium em Lemgo. Em seguida, estudou administração de empresas na Universidade de Paderborn.

## Carreira
Schäferkordt graduar-se em 1988, ela começou sua carreira profissional no programa de trainee de gestão comercial na Bertelsmann AG em Gütersloh. Ela está na subsidiária da Bertelsmann RTL desde 1991. Por muitos anos, ela trabalhou na estação de televisão VOX, onde atuou como diretora administrativa de 1999 a 2005.
Em fevereiro de 2005, ela se tornou vice de Gerhard Zeilers na RTL Alemanha. Desde 1 de setembro de 2005, levou-os como seu sucessor todo o grupo de mídia da RTL Alemanha; RTL Television, VOX, n-tv, RTL Zwei, RTL Super, RTL NITRO , RTL Interactive, IP, infoNetwork e CBC. Schäferkordt era ao mesmo tempo diretora-gerente da estação da RTL Television. Em 2012, ela se tornou CEO do Grupo internacional RTL em Luxemburgo, mas manteve seus empregos por mais um ano na Alemanha. No mesmo ano, Schäferkordt foi introduzida no Hall da Fama de publicidade alemão.
Anke Schäferkordt entregou em 1 de fevereiro de 2013, o cargo de CEO da RTL Television (Alemanha) para o diretor-gerente da estação VOX, Frank Hoffmann. No mesmo ano, conquistou o prêmio Emmy Internacional na categoria de Melhor Chefe Executivo.
Em 2017, Schäferkordt deixou o cargo de CEO da RTL Group.